# Stuart Dallas
Stuart Allan Dallas (* 19. April 1991 in Cookstown) ist ein ehemaliger nordirischer Fußballspieler. Der Mittelfeldspielers stand zuletzt bei Leeds United unter Vertrag.

## Kindheit und Jugend
Er besuchte die Cookstown Primary School und danach die Cookstown High School. Während dieser Zeit gewann er zwischen 2004 und 2005 mit der High-School-Mannschaft mehrere regionale Titel. Später wechselte er dann zu Coagh United, einem Verein aus Coagh in der Nähe von Cookstown, wo er drei Jahre seiner Jugend verbrachte.

## Karriere

### Verein
Nach einer guten Saison 2009/10 für Coagh United wechselte er im Sommer 2010 zum Crusaders FC. Dort wurde damals einmal in der Woche trainiert und sein Wochengehalt betrug 70 Pfund Sterling. Dallas debütierte am 7. August 2010 gegen Donegal Celtic (3:1).
Sein erstes Pflichtspieltor erzielte er zwei Wochen später beim 3:0-Auswärtssieg beim Coleraine FC. Im Heimspiel gegen den Linfield FC im November 2010 schoss er einen Treffer und verhalf damit seiner Mannschaft zum ersten Heimsieg gegen die Blues seit elf Jahren. In seiner ersten Saison absolvierte er 35 Ligaeinsätze und erzielte dabei 16 Tore. In der Spielzeit 2011/12 nahm das Team an der 2. Qualifikationsrunde der UEFA Europa League teil. Als Gegner wartete der FC Fulham aus der Premier League. Er kam zwar in beiden Qualispielen zum Einsatz, allerdings schieden die Crusaders nach Hin- und Rückspiel mit insgesamt 1:7 Toren aus. Sein letztes Tor für die Crusaders war der Siegtreffer in der Partie beim Portadown FC am 2. Januar 2012 (2:1). Sein letztes Spiel bestritt er beim Setanta-Sports-Cup-Finale gegen Derry City, wo er beim 5:4-Sieg im Elfmeterschießen den vorletzten Elfmeter seiner Mannschaft verwandelte. In seiner zweiten Saison kam er auf 32 Spiele und acht erzielte Tore. Nach insgesamt 67 Partien und 24 Toren verließ er im Sommer 2012 den Verein.
Im April 2012 wurde bekannt, dass er bereits einen Vorvertrag mit dem damaligen Manager Uwe Rösler beim FC Brentford abgeschlossen hat und sich ab der Saison 2012/13 dem Verein anschließen wird. Sein Debüt absolvierte er am 9. Oktober, als er im Football-League-Trophy-Spiel gegen Crawley Town in der 75. Spielminute für Scott Barron eingewechselt wurde (1:0). Zu seinem Startelfdebüt kam er am 18. Dezember beim FA-Cup-Wiederholungsspiel gegen Bradford City, welches Brentford mit 4:2 gewinnen konnte. Bis zum Saisonende konnte Dallas allerdings nur sieben Ligaeinsätze bestreiten. Im Oktober 2013 wurde er für drei Monate an den damaligen Viertligisten Northampton Town verliehen, wo er in zwölf Partien insgesamt drei Tore erzielte.
Nachdem Stuart Dallas in seiner letzten Spielzeit sechs Tore in 38 Spielen erzielt hatte, wechselte er im Sommer 2015 zum Zweitligisten Leeds United. Dort unterschrieb er einen Vertrag bis zum 30. Juni 2018. In der Saison 2015/16 kam er in der Liga 45-mal zum Einsatz und erzielte dabei fünf Tore.
Dallas zog sich im April 2022 in einem Premier-League-Spiel gegen Manchester City bei einem Zusammenprall mit Jack Grealish eine schwere Knieverletzung zu. Im April 2024 gab er als Folge der Verletzung sein Karriereende bekannt.

### Nationalmannschaft
In den Jahren 2011 und 2012 kam Stuart Dallas insgesamt zweimal für die nordirische U-21 zum Einsatz.
Sein erstes Länderspiel für die Nationalmannschaft absolvierte er am 27. Mai 2011 in einem Testspiel gegen Wales. Dort wurde er in der 63. Spielminute für Craig Cathcart eingewechselt. Danach dauerte es bis 2015, bis er ein weiteres Mal berücksichtigt wurde. Gegen Schottland spielte er über 90 Minuten und anschließend bestritt er in der Qualifikation für die Fußball-Europameisterschaft 2016 in Frankreich gegen Finnland sein erstes Pflichtspiel als Einwechselspieler. Danach stand er in den verbleibenden fünf Qualifikationsspielen in der Startelf. Nachdem sich Nordirland erstmals erfolgreich die EM-Teilnahme gesichert hatte, wurde er in das Nationalmannschaftsaufgebot aufgenommen. In der ersten Partie gegen Polen stand er nicht in der ersten Elf, wurde aber zur Halbzeit eingewechselt. Ab der zweiten Partie gegen die Ukraine gehörte er dann zur Startelf und spielte alle verbleibenden Partien bis zum Ausscheiden im Achtelfinale über die volle Spielzeit.